# Duperreya
Duperreya,  biljni rod iz porodice slakovki smješten u tribus Cardiochlamydeae, dio potporodice Convolvuloideae. Pripada mu tri vrste penjačica polugrmova rasprostranjenih Australiji
Rod je opisan u Voyage Monde Bot. 1828.

## Vrste
1. Duperreya commixta (Staples) Staples
2. Duperreya halfordii R.W.Johnson
3. Duperreya sericea Gaudich.